# Torneo Europeo di Qualificazione Olimpica FIBA 1972
Il torneo Torneo Europeo di Qualificazione Olimpica FIBA 1972 si disputò nei Paesi Bassi dal 1º al 13 maggio 1972, e vide la qualificazione ai Giochi della XX Olimpiade di due squadre: Italia e Cecoslovacchia.

## Classifica finale
| Pos | Squadra        |
| --- | -------------- |
| 1.  | Italia         |
| 2.  | Cecoslovacchia |
| 3.  | Spagna         |
| 4.  | Bulgaria       |
| 5.  | Francia        |
| 6.  | Paesi Bassi    |
| 7.  | Polonia        |
| 8.  | Svezia         |
| .   | Grecia         |
| .   | Gran Bretagna  |
| .   | Ungheria       |
| .   | Danimarca      |
| .   | Grecia         |
| .   | Austria        |
| .   | Irlanda        |
| .   | Belgio         |
| .   | Albania        |